# Acacia carnosula
Acacia carnosula é uma espécie de leguminosa do gênero Acacia, pertencente à família Fabaceae.